# Puonimajärvi
Puonimajärvi är en sjö i Finland. Den ligger i kommunen Salla i landskapet Lappland, i den norra delen av landet, 700 km norr om huvudstaden Helsingfors. Puonimajärvi ligger 268 meter över havet. Arean är 57,4 hektar och strandlinjen är 3,5 kilometer lång. Sjön  ingår i Koundaälvens huvudavrinningsområde.   Den ligger vid sjön Heinäjärvi.